# HD 109272
HD 109272，又名BD-12 3659，SAO 157361、HR 4779，是一颗恒星，视星等为5.58，位于銀經296.18，銀緯49.81，其B1900.0坐标为赤經12h 28m 23s，赤緯-12° 49.81′ 48″。